# Jacob Jordaens
Jacob Jordaens (født 19. maj 1593 i Antwerpen, død 18. oktober 1678 sammensteds) var en flamsk maler, elev og svigersøn af Peter Paul Rubens’ lærer Adam van Noort (men ikke, som ofte anført, elev af Rubens). 
Jordaens' grovkornede, flamske natur blev ikke poleret ved en rejse til Italien. Han står til venstre for Rubens, som Anthony van Dyck står til højre, er plumpere, kådere, forherliger endnu langt massivere bjerge af kød, men bedårer ved sin friske oprindelighed og sit sprudlende gode lune. I de bedste af sine billeder desuden ved en strålende rigdom og pragt i farven. Til hans mest glansfulde ungdomsværker hører billederne i Bryssel af Frugtbarheden og Pan, der forfølger Syrinx, desuden det kæmpestore billede i Statens Museum for Kunst, trods nogle bibelske sidefigurer fra gammel tid betegnet som Tempelskatten. Peter finder mønten i fiskens gab også kaldet "Færgebåden til Antwerpen". Til hans gode arbejder hører i samme samling billederne af "Susanne i Badet"/Susanne og de to ældste og "Nymferne med Overflødighedshornet"/Achelous overvundet af Herkules eller Overflødighornets oprindelse; et af hans fortrinligste og ejendommeligste værker ejer Stockholm i den djærve og muntre fremstilling af kong Kandaulus’ hustru. Foruden et imponerende antal af anselige alterværker, mytologiske, historiske eller allegoriske fremstillinger og gode portrætter, som familiebilledet i Pradomuseet, har han i ypperlige genrebilleder med legemsstore figurer atter og atter varieret de samme motiver, bønnekongens fest, satyren hos bonden, "Som de Gamle synger, piber de Unge". Æret og anset som kunstner modtog han jævnlig betydelige bestillinger fra fremmede fyrstehoffer; til slottet Huis ten Bosch ved Haag har han malet det dekorative kolossalbillede af Prins Frederik Hendriks Apotheose. Som ivrig protestant var han i Antwerpen udsat for nogle fortrædeligheder, hvilket medførte hans død.

## Galleri
- Serenata, ca. 1640, The Phoebus Foundation
- Tempelskatten. Peter finder mønten i fiskens gab,ca. 1616-34, www.smk.dk
- Satyren hos bonden, ca. 1620, Alte Pinakothek
- Familien Jordaens, ca. 1621, Pradomuseet
- Pan and Syrinx
- Prins Frederik Hendriks Apotheose, mellem 1647 og 1652, Huis ten Bosch
- Bønnekongens fest, ca. 1640/1645, Kunsthistorisk Museum Wien

## Ekstern henvisning og kilde
- Jordaens, Jacob i Salmonsens Konversationsleksikon (2. udgave, 1922), forfattet af Karl Madsen
- Jacob Jordaens på Kunstindeks Danmark/Weilbachs Kunstnerleksikon

- Wikimedia Commons har flere filer relateret til Jacob Jordaens